# Municipio de South Moniteau
El municipio de South Moniteau (en inglés: South Moniteau Township) es un municipio ubicado en el condado de Cooper en el estado estadounidense de Misuri. En el año 2010 tenía una población de 211 habitantes y una densidad poblacional de 3,63 personas por km².

## Geografía
El municipio de South Moniteau se encuentra ubicado en las coordenadas 38°42′14″N 92°39′30″O / 38.70389, -92.65833. Según la Oficina del Censo de los Estados Unidos, el municipio tiene una superficie total de 58.15 km², de la cual 58,09 km² corresponden a tierra firme y (0,09 %) 0,05 km² es agua.

## Demografía
Según el censo de 2010, había 211 personas residiendo en el municipio de South Moniteau. La densidad de población era de 3,63 hab./km². De los 211 habitantes, el municipio de South Moniteau estaba compuesto por el 99,53 % blancos, el 0,47 % eran amerindios. Del total de la población el 0 % eran hispanos o latinos de cualquier raza.